# Smarties

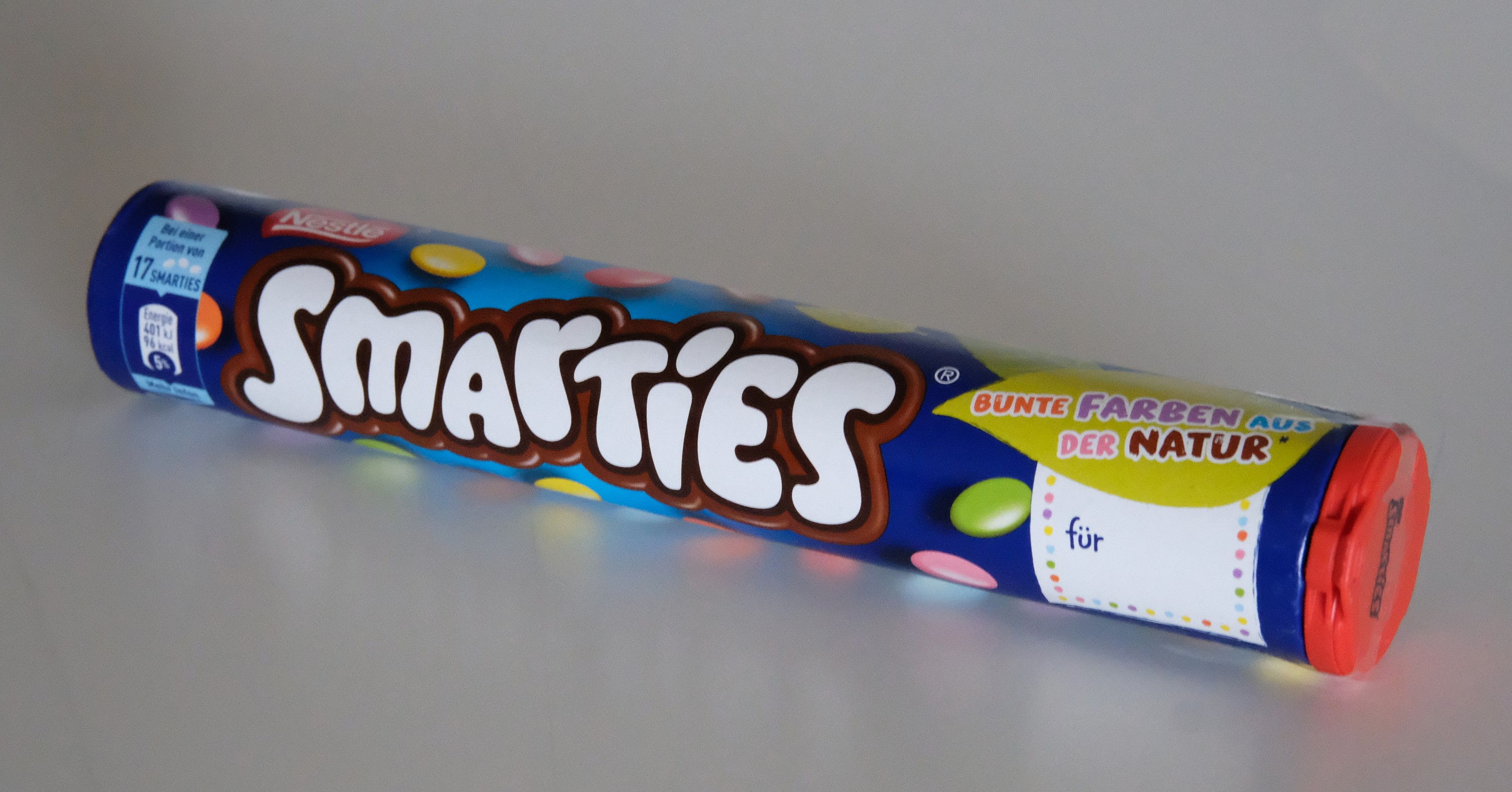
Цилиндрическая упаковка конфет Smarties

Smarties (рус. Смартис) — разноцветные глазированные шоколадные конфеты, популярны во многих странах: Соединенном Королевстве, острове Мэн, Ирландии, Канаде, Австралии, Новой Зеландии, Словакии, Чешской Республике, Португалии, Испании, Швейцарии, Лихтенштейне, Германии, Австрии, Нидерландах, Франции, Италии, Греции, Южной Африке, Ближнем Востоке и скандинавских странах. Однако, "Smarties" не распространены в США, кроме специализированных импортёров.
Впервые конфеты были произведены в 1937 году кондитерским бизнесом H.I. Rowntree & Company в Великобритании. В настоящее время производятся компанией Nestlé.
Производятся в 8 стандартных цветах: красный, оранжевый, желтый, зеленый, синий, сиреневый, розовый и коричневый. Хотя синий цвет был временно заменён белым в некоторых странах во время поиска натуральных компонентов для него.

## История
С 1882 года Йоркский бизнес Rowntree's производил продукт, под названием „Шоколадные бобы”, но позже был переименован на „Шоколадные бобы Smarties”.
В 1937 году компания была вынуждена убрать слова „шоколадные бобы” и добавить в название „Молочный шоколад”, по требованию торговых стандартов. Таким образом, какое-то время сладость носила название „Молочный Шоколад в Хрустящей Сахарной Скорлупе”.
В итоге компания произвела ребрендинг и окончательно было принято решение назвать сладость „Smarties”.
Традиционно конфеты продавались в Великобритании в цилиндрических картонных тубах с закрытой цветной пластиковой крышкой, на которой была написана буква алфавита. Дети не знали, какая буква написана на крышке, пока её не открывали, таким образом компания создавала интригу. И ассоциировалась не только с вкусными сладостями, но и грамотностью.
Более того, некоторые крышки очень редки и теперь считаются коллекционными предметами.
В феврале 2005 года трубка Smarties была заменена на шестиугольную. Причина изменения дизайна, по мнению Nestlé, заключалась в том, чтобы сделать бренд «свежим и привлекательным» для молодежи;
На новой крышке по-прежнему есть буква, как на старых пластиковых крышках, но она представлена в виде вопроса, аналогичного тем, что задавали в британском телешоу Blockbusters (которые тоже были на шестиугольных плитках). Ответ на вопрос можно было прочитать, когда крышка открывалась рядом с отверстием, дающим доступ к остальной части трубки.

## Nestlé Smarties Book Prize
С 1985 по 2007 год существовала книжная премия Nestlé Smarties Book Prize, которая вручалась авторам лучших детских книг. Премии, в частности, получили Джулия Дональдсон за книгу «Груффало» (1999) и Джоан Роулинг за роман «Гарри Поттер и философский камень» (2001).